# Haltérophilie aux Jeux olympiques d'été de 2016 - Moins de 105 kg hommes
Navigation
Londres 2012 Tokyo 2020
L'épreuve des moins de 105 kg en haltérophilie des Jeux olympiques d'été de 2016 a lieu le 15 août 2016 au Riocentro de Rio de Janeiro.

## Programme
Heure de Rio (UTC−03:00)
| Date         | Horaire | Épreuve  |
| ------------ | ------- | -------- |
| 15 août 2016 | 15 h 30 | Groupe B |
| 15 août 2016 | 19 h 00 | Groupe A |

## Médaillés
| Or               | Argent            | Bronze              |
| Ruslan Nurudinov | Simon Martirosyan | Aleksandr Zaychikov |

## Records
Avant la compétition, les records du monde et olympiques sont les suivants.
| Record du monde  | Arraché     | Andrei Aramnau (BLR) | 200 kg | Pékin, Chine   | 18 août 2008     |
| Record du monde  | Épaulé-jeté | Ilya Ilyin (KAZ)     | 246 kg | Grozny, Russie | 12 décembre 2015 |
| Record du monde  | Total       | Ilya Ilyin (KAZ)     | 437 kg | Grozny, Russie | 12 décembre 2015 |
| Record olympique | Arraché     | Andrei Aramnau (BLR) | 200 kg | Pékin, Chine   | 18 août 2008     |
| Record olympique | Épaulé-jeté | Andrei Aramnau (BLR) | 236 kg | Pékin, Chine   | 18 août 2008     |
| Record olympique | Total       | Andrei Aramnau (BLR) | 436 kg | Pékin, Chine   | 18 août 2008     |

## Résultats
| Rang                                | Athlète                    | Groupe | Poids de l’athlète | Arraché (kg) | Arraché (kg) | Arraché (kg) | Arraché (kg) | Épaulé-jeté (kg) | Épaulé-jeté (kg) | Épaulé-jeté (kg) | Épaulé-jeté (kg) | Total |
| Rang                                | Athlète                    | Groupe | Poids de l’athlète | 1            | 2            | 3            | Résultat     | 1                | 2                | 3                | Résultat         | Total |
| ----------------------------------- | -------------------------- | ------ | ------------------ | ------------ | ------------ | ------------ | ------------ | ---------------- | ---------------- | ---------------- | ---------------- | ----- |
| Médaille d'or, Jeux olympiques      | Ruslan Nurudinov (UZB)     | A      | 104.96             | 190          | 194          | 197          | 194          | 225              | 230              | 237              | 237 OR           | 431   |
| Médaille d'argent, Jeux olympiques  | Simon Martirosyan (ARM)    | A      | 104.63             | 185          | 190          | 195          | 190          | 220              | 227              | 234              | 227              | 417   |
| Médaille de bronze, Jeux olympiques | Aleksandr Zaychikov (KAZ)  | A      | 104.51             | 185          | 190          | 193          | 193          | 223              | 227              | 227              | 223              | 416   |
| 4                                   | Yang Zhe (CHN)             | A      | 104.59             | 190          | 195          | 197          | 190          | 220              | 225              | 227              | 225              | 415   |
| 5                                   | Ivan Efremov (UZB)         | A      | 104.90             | 185          | 189          | 194          | 194          | 210              | 218              | 220              | 220              | 414   |
| 6                                   | Mohammad Reza Barari (IRI) | A      | 104.65             | 180          | 185          | 186          | 186          | 220              | 230              | 231              | 220              | 406   |
| 7                                   | Arkadiusz Michalski (POL)  | A      | 104.77             | 175          | 179          | 179          | 179          | 221              | 228              | 228              | 221              | 400   |
| 8                                   | Artūrs Plēsnieks (LAT)     | A      | 103.99             | 176          | 180          | 181          | 181          | 218              | 223              | 225              | 218              | 399   |
| 9                                   | Salwan Jassim Abbood (IRQ) | B      | 103.80             | 175          | 180          | 182          | 180          | 214              | 219              | 219              | 214              | 394   |
| 10                                  | Jürgen Spieß (GER)         | B      | 104.51             | 170          | 174          | 175          | 170          | 210              | 220              | 220              | 220              | 390   |
| 11                                  | Sargis Martirosjan (AUT)   | B      | 104.19             | 179          | 184          | 184          | 179          | 201              | 208              | 210              | 210              | 389   |
| 12                                  | Gaber Mohamed (EGY)        | B      | 104.98             | 166          | 171          | 173          | 173          | 204              | 208              | –                | 204              | 377   |
| 13                                  | Hernán Viera (PER)         | B      | 103.85             | 142          | 147          | 151          | 151          | 193              | 197              | 200              | 200              | 351   |
| 14                                  | David Katoatau (KIR)       | B      | 104.58             | 135          | 140          | 145          | 145          | 195              | 204              | 208              | 204              | 349   |
| –                                   | Bartłomiej Bonk (POL)      | A      | 104.07             | 180          | 180          | 185          | 185          | 215              | 216              | 218              | –                | DNF   |
| –                                   | Giorgi Chkheidze (GEO)     | B      | 104.74             | 165          | 170          | 173          | 170          | 205              | 205              | 208              | –                | DNF   |
| –                                   | Mateus Gregório (BRA)      | B      | 104.47             | 165          | 170          | 175          | 170          | 200              | 200              | 200              | –                | DNF   |

## Nouveau record
| Épaulé-jeté | 237 kg | Ruslan Nurudinov (UZB) | Record olympique |